# 1124 Stroobantia
1124 Stroobantia је астероид главног астероидног појаса са пречником од приближно 24,65 .
Афел астероида је на удаљености од 3,026 астрономских јединица (АЈ) од Сунца, а перихел на 2,825 АЈ.
Ексцентрицитет орбите износи 0,034, инклинација (нагиб) орбите у односу на раван еклиптике 7,787 степени, а орбитални период износи 1828,086 дана (5,005 година).
Апсолутна магнитуда астероида је 10,67 а геометријски албедо 0,156.
Астероид је откривен 6. октобра 1928. године.